# Olympische Jugend-Sommerspiele 2010/Teilnehmer (Burkina Faso)
| Gelbes Symbol für Goldmedaillen mit stilisierten Olympischen Ringen | Graues Symbol für Silbermedaillen mit stilisierten Olympischen Ringen | Braundes Symbol für Bronzemedaillen mit stilisierten Olympischen Ringen |
| ------------------------------------------------------------------- | --------------------------------------------------------------------- | ----------------------------------------------------------------------- |
| —                                                                   | —                                                                     | —                                                                       |

Die Jugend-Olympiamannschaft aus Burkina Faso für die I. Olympischen Jugend-Sommerspiele vom 14. bis 26. August 2010 in Singapur bestand aus drei Athleten.

## Athleten nach Sportarten

### Leichtathletik
Jungen
- Ben Nombre
100 m: 24. Platz

### Schwimmen
Mädchen
- Angelika Ouedraogo
50 m Freistil: 59. Platz
50 m Brust: 23. Platz

### Taekwondo
Jungen
- Lamine Bagayogo
Klasse bis 63 kg: 5. Platz